# Władysław Narkiewicz
Władysław Narkiewicz (né le 19 février 1936) est un mathématicien polonais particulièrement actif dans les domaines de la théorie (analytique) des nombres, de l'algèbre et de l'histoire des mathématiques.
Narkiewicz a obtenu son doctorat en 1961 (avec Stanisław Hartman) et a obtenu son habilitation en 1967 à l'Université de Wrocław, où il a également enseigné de 1974 à 2006 en tant que professeur titulaire. Au cours de sa carrière, Narkiewicz a assumé diverses fonctions organisationnelles à l'université, a été directeur adjoint de l'Institut de mathématiques, doyen de la faculté de mathématiques et de physique et vice-recteur aux affaires scientifiques. En 1968, il a reçu le Prix Stefan-Banach.

## Publications
- Elementary and analytic theory of algebraic numbers (= Monografie Matematyczne. 57,  (ISSN 0077-0507)). PWN – Polish Scientific Publishers, Warschau 1974 (3. Auflage. Springer, Berlin u. a. 2004,  (ISBN 3-540-21902-1)).
- The Development of prime number theory. From Euclid to Hardy and Littlewood. Springer, Berlin u. a. 2002,  (ISBN 3-540-66289-8).